# Lock Haven
Lock Haven è un comune (city) degli Stati Uniti d'America, situato nello stato della Pennsylvania, nella contea di Clinton, della quale è il capoluogo.